# Bernt Ljung
Bernt Åke Ljung (* 8. Mai 1958 in Borlänge) ist ein ehemaliger schwedischer Fußballspieler. Der Torwart, der zu sieben Länderspielen für die schwedische Nationalmannschaft kam, wechselte im Anschluss an seine aktive Laufbahn auf die Trainerbank.

## Werdegang
Ljung begann mit dem Fußballspielen bei Forssa BK, ehe er sich 1969 der Jugend von IK Brage anschloss. 1976 rückte er beim Traditionsverein in den Kader der ersten Mannschaft auf und etablierte sich im Alter von 17 Jahren als Stammtorhüter. Im folgenden Jahr schaffte er mit der von Rolf Zetterlund betreuten Mannschaft den Aufstieg in die Zweitklassigkeit, als er mit dem Klub in der Aufstiegsrunde vor BK Häcken, Degerfors IF und Motala AIF den ersten Platz belegte. In der Nordstaffel belegte er mit dem Aufsteiger in der ersten Zweitligasaison mit einem Punkt Rückstand auf IFK Sundsvall den zweiten Platz, ehe im folgenden Jahr mit 20 Siegen in 26 Spielen der Erstligaaufstieg gelang. Auch in der Allsvenskan setzte sich der Aufschwung des Klubs fort, in der Erstligaspielzeit 1980 verpasste er mit dem Klub als Tabellenvierter nur knapp die Qualifikation für den Europapokal.
Nach Ende der Spielzeit verließ Zetterlund den Klub und wechselte zum Erstligaaufsteiger AIK. Ljung folgte ihm zum Klub aus Solna, der mit einer Ablösesumme in Höhe von 600.000 Schwedischen Kronen die bis dato höchste, für einen Wechsel innerhalb Schwedens gezahlte Transfersumme bezahlte. Entsprechend stand er bei seinem neuen Klub auf Anhieb in der Stammformation und bestritt alle 26 Saisonspiele. Mit seinen guten Leistungen hatte er sich zudem in den Kreis der Nationalmannschaft gespielt. Unter Nationaltrainer Lars Arnesson debütierte er im Februar 1982 bei einer 1:2-Niederlage gegen die finnische Nationalmannschaft an der Seite von Spielern wie Robert Prytz, Ingemar Erlandsson, Sten-Ove Ramberg und Tony Persson in der Auswahlmannschaft. Kurz vor Beginn der anschließenden Spielzeit verletzte er sich jedoch am Knie, als er in einem Saisonvorbereitungsspiel gegen Hammarby IF nach einem Luftduell mit Mats Werner und Billy Ohlsson bei der Landung umknickte und sich einen Kreuzbandriss zuzog. In der Folge ersetzten ihn der eigentlich als dritter Torhüter engagierte Anders Wikström und der im Sommer für eine Halbserie verpflichtete Göran Hagberg.
Nach seiner Rückkehr zu Beginn der Spielzeit 1983 war er wieder Stammtorhüter bei AIK. Während er mit dem Klub, der in den beiden Vorjahren gegen den Wiederabstieg gespielt hatte, ins Meisterschaftsrennen eingreifen konnte und sich für die Meisterschaftsendrunde qualifizierte, kämpfte er sich zurück in die Nationalelf. Hinter Ravelli war er meist Ersatzmann, bestritt aber im Saisonverlauf drei Länderspiele. Als Tabellenerster in die Meisterschafts-Play-Offs gestartet, scheiterte er mit seiner Mannschaft im Halbfinale am späteren Meister IFK Göteborg. Auch in der folgenden Spielzeit zog der Nationalspieler mit dem Klub in die Endrunde ein, dieses Mal verlor die Mannschaft das Viertelfinale gegen IFK Norrköping.
Während Ljung im Laufe des Jahres 1985 seinen Platz in der Nationalmannschaft verlor und durch Thomas Wernersson und Jan Möller als Ersatzmann hinter Ravelli verdrängt worden war, gelang ihm im Sommer sein erster Titelgewinn. Im Pokalfinale setzte er sich an der Seite von Thomas Andersson, Göran Göransson, Björn Kindlund und Lars Zetterlund gegen Östers IF durch, als er im Elfmeterschießen drei Strafstöße parierte. Anschließend trat er im Europapokal der Pokalsieger 1985/86 an, wo er mit dem Klub in der zweiten Runde am tschechoslowakischen Vertreter FK Dukla Prag scheiterte. Als Stammtorhüter lief er bis 1987 für den Klub auf. Nachdem die Mannschaft in den Abstiegskampf geraten war, entschieden sich die Verantwortlichen zu einer Umstrukturierung der Mannschaft und verpflichteten Anders Forsberg und Johny Murray als neue Torhüter.
Ljung schloss sich dem Zweitligisten Vasalunds IF an. Mit seinem neuen Klub spielte er um den Aufstieg in die Allsvenskan. In der Spielzeit 1989 scheiterte er mit der Mannschaft lediglich aufgrund des schlechteren Torverhältnisses hinter dem punktgleichen Tabellenführer Hammarby IF.
Nach drei Jahren kehrte Ljung zu AIK zurück, als der neue Trainer Tommy Söderberg ihn als Nachfolger von Joakim Sjöström verpflichtete. In der Erstligaspielzeit 1991 erreichte er mit der Mannschaft in der auf zehn Mannschaften reduzierten regulären Spielzeit die Meisterschaftsendrunde der besten sechs Mannschaften, die in Ligaform ausgetragen wurde, und wurde dort mit drei Siegen Letzter. In der folgenden Spielzeit startete der Verein als Tabellenvierter der regulären Spielzeit in die Endrunde. Mit sechs Siegen in den zehn Spielen überflügelte die Mannschaft um Pascal Simpson, Wadym Jewtuschenko, Dick Lidman und Gary Sundgren die Konkurrenz und holte sich den Von-Rosens-Pokal für den Meistertitel.
AIK setzte jedoch in der Folge auf das Nachwuchstalent Magnus Hedman, so dass Ljung den Klub im Anschluss an die Meistersaison verließ. Bei seiner ersten Profistation IK Brage bestritt er noch eine Spielzeit, ehe er dort drei Jahre als Torwarttrainer arbeitete. Anschließend wurde er Nachwuchstrainer des Klubs, ehe er 2003 zum Cheftrainer der ersten Mannschaft befördert wurde. 2004 wurde er wegen Erfolglosigkeit von seinem Amt entbunden.

## Fußnote
1. ↑  ohne die Einsatzdaten von 1976 und 1977

| Personendaten    | Personendaten                         |
| ---------------- | ------------------------------------- |
| NAME             | Ljung, Bernt                          |
| ALTERNATIVNAMEN  | Ljung, Bernt Åke (vollständiger Name) |
| KURZBESCHREIBUNG | schwedischer Fußballtorhüter          |
| GEBURTSDATUM     | 8. Mai 1958                           |
| GEBURTSORT       | Borlänge, Schweden                    |